# 대전문화여자중학교
대전문화여자중학교(大田文化女子中學校)는 대한민국 대전광역시 중구 문화동에 있는 공립 중학교이다.

## 학교 연혁
- 1981년 11월 21일 : 학교 설립인가(24학급)
- 1982년 3월 10일 : 개교 및 입학식(1학년 8학급) 현 충청남도교육연구정보원
- 1986년 7월 12일 : 현 장소로 교사 이전(중구 문화로 218번길 63)
- 1995년 2월 28일 : 학급증설 인가(36학급)
- 2024년 1월 5일 : 제40회 졸업식(4학급 76명, 총 졸업생수 14,293명)
- 2024년 3월 4일 : 제43회 입학식(3학급 58명)
- 2024년 9월 1일 : 제16대 정석순 교장 취임

## 참고 자료
- 대전문화여자중학교 - 한국교육학술정보원 학교알리미